# Бей
Бий (у восточных тюркских народов), бей, би, бек, бег (у османов), бик, (тюрк. бәй, bəy) — тюркский дворянский титул и звание у некоторых народов Ближнего Востока и Центральной Азии, категория привилегированного населения, синоним арабского «эмир», соответствует титулам князь, властитель, господин.
Термин добавляется к собственному имени, например Улуг-бег, Бирди-бег, Алымбек и другие. Титул соответствовал грузинскому мтавари и армянскому мелику. 

## Первоначальное значение
Первоначально от общетюркского титула bək — вождь. В изначальном варианте имело значение вождя рода в составе племени, главой которого выступал хан. Возглавлял родовое ополчение в общеплеменном войске. В общей иерархии древнетюркских титулов шёл вторым после хана. Как обычно в тюркских языках, этот титул имеет прямую параллель в терминах, определяющих семейные отношения — муж, супруг, глава семьи. Первоначально глава самостоятельного родового, родо-племенного и даже политического (государственного) территориального подразделения. В крупных тюркских политических объединениях — каганатах, султанатах и тому подобное — бег (бей) занимал определённую иерархическую позицию среди титулованных администраторов.
Титул передавался по наследству.
В поздних тюркских языках существовало понятие «беглербеги», означавшее административную должность.
В Казахском ханстве суд биев проводил суд на основании адата (изначально Ясы Чингисхана, затем на основании Светлый путь Касым-хана и Жеты Жаргы), так же имелся Совет биев игравший роль сената при хане.
В русском языке слово «бек» заимствовано из тюркских языков.

## Современное значение
В современной Турции и Азербайджане, в меньшей степени среди крымских татар, гагауз и кумыков слово «бей» после имени приобрело смысл вежливого обращения к уважаемому лицу (аналог европейских обращений «господин», «мистер», «месье», «синьор», «пан» и т. д.).
В Турции — высокий титул (аристократия, знать), соответствующий главе государственного образования (монарх, король).

## Распространение

### Османская империя
В Османской империи титул «бей» входил в состав имён ранних владетелей Османского бейлика XIII—XIV веков (Осман-бей, Орхан-бей). В XV — начале XX веков беями обычно именовали крупных землевладельцев и правителей округов (санджаков).
В Османской империи нисходящая последовательность была такова (хотя и не во все времена) — паша, бей, ага, эфенди. Титул бея как индивидуализированное звание могли носить князья (господари) Молдавии, Валахии, Туниса, острова Самос и т. д. В Тунисе в 1705—1957 годах наследственный правитель страны из династии Хусейнидов.
В республиканской Турции до 1934 года термин употреблялся как форма обращения к военным (от майора до генерала) и государственным чиновникам.

### Персия и Иран
В Персии бек (бег) на начало XX века был присвоен военным и вообще всем служащим. В некоторых районах Ирана титул правителей племён.

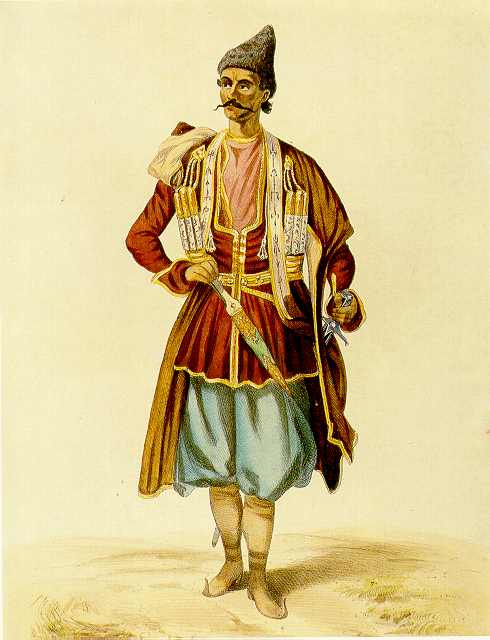
«Бек-татарин из Карабаха». Рисунок Г. Гагарина.

### Закавказье
В азербайджанских ханствах, титулом «бек» правитель-хан награждал дворян-помещиков, которые имели право владеть поместьями. После присоединения Восточного Закавказья к России беком стали называть азербайджанских помещиков, у которых в собственности имелась земля.
В армянских меликствах Карабаха беками звались младшие сыновья меликов (князей).

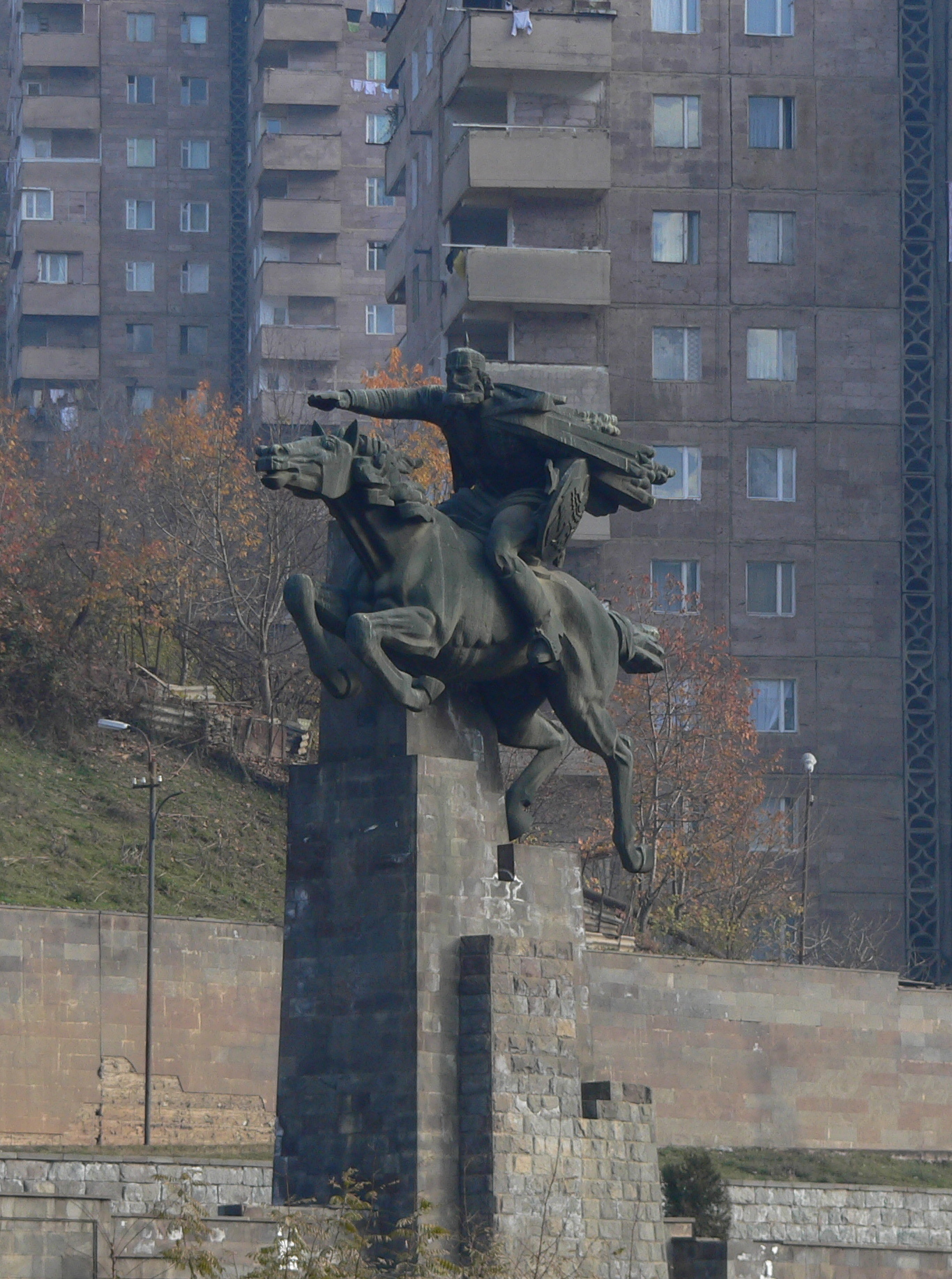
Памятник Давид-Беку, лидеру национально-освободительного движения армян Сюника и Карабаха.

### Северный Кавказ
У кумыков, карачаевцев — бий/бей — это князь; уллу-бий/бей — старший князь. У балкарцев — таубий (горский князь). В Дагестане бек по рангу выше, чем чанка: последние — дети от неравного брака, когда отец — хан или бек (князь), а мать узденька (дворянка), или отец — уздень (дворянин), а мать бийке (княжна). Часто титул «бек» добавляли к имени, как пример; Албури-бек, Асельдер-бек.

### Восточная Европа и Урал
В Восточной Европе титул впервые встречается в XIV веке, когда золотордынский хан Узбек присвоил его нойонам (представителям монгольской знати), которые приняли ислам. Титул носили правители Ногайской Орды.
У башкир слово «бий» означал лицо, по сути являвшееся главой племени, например, Муйтен-бий, Майкы-бий, Канзафар-бий. В Башкортостане биями становились башкиры-вотчинники, владевшие крупным поголовьем скота, землёй или капиталом. 
Бийская власть у башкир передавалось по наследству до 1739 года.

### Центральная Азия
У степняков кочевников Центральной Азии в частности у казахов, киргизов, каракалпаков, а также у алтайцев и ногайцев слово «бий» («би») в прошлом было дополнением к имени, например Толе-би, Айтеке-би, Казыбек-би, Кокум бий, Кубат-бий, Сасык-бий, Яму-бей и так далее. Такое дополнение к имени присуждалось лишь судьям: например, судьям, руководствующимся положениями кодифицированного степного права Жеты Жаргы (Семь положений).
У казахов право бея на руководство основывалось в основном на личных качествах. Бий обладал знаниями истории народа, его быта, обычаев и традиций, отличался мудростью и красноречием. В истории Казахстана большую роль играли бии трех жузов: Старшего — Толе-би, Среднего — Казыбек-би, Младшего — Айтеке-би, которые жили в период укрепления Казахского ханства (XVII—XVIII века), когда велись непрерывные войны с соседним Джунгарским ханством. Бии выполняли обязанности посланников в соседние государства, выражали волю народа во взаимоотношениях с ханской верхушкой, объединяли и поднимали народ на освободительную борьбу. В период завоевания Казахского ханства Российской империей традиционные институты управления казахов были либо ослаблены, либо уничтожены под давлением указов и реформ. Должность биев была окончательно упразднена императорским указом от 25 марта 1891 года.
У киргизов термин «бий» означал старшину, а затем вообще влиятельного и знатного человека.
У алтайцев термином «бий» обозначали господина, владыку, чиновника высшего порядка.